# Stinstedt

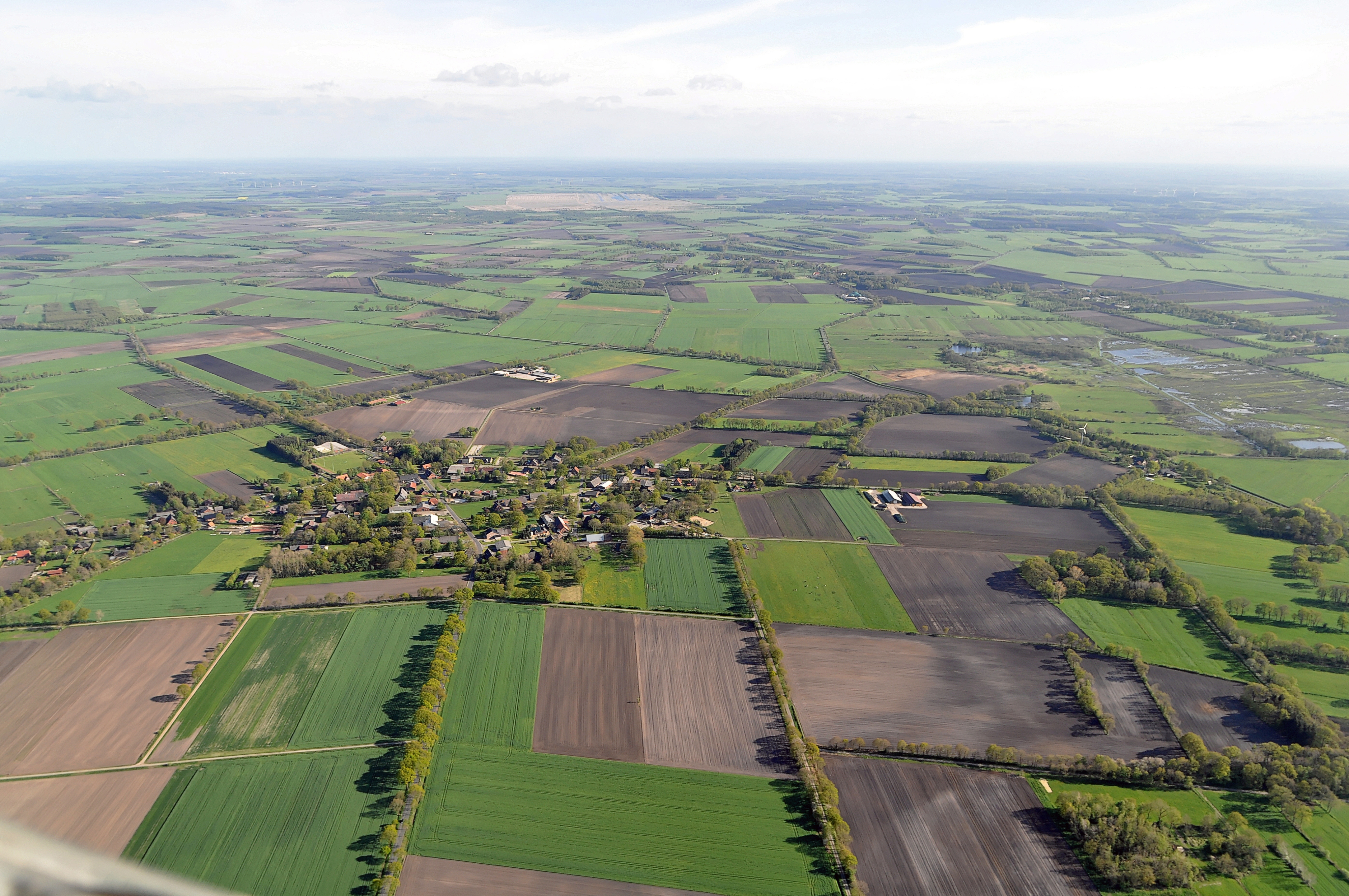
Luftbild

Die Gemeinde Stinstedt (niederdeutsch Stinst) ist Mitglied des Gemeindeverbandes Samtgemeinde Börde Lamstedt im Landkreis Cuxhaven in Niedersachsen. Zur Gemeinde gehören neben dem Hauptort Stinstedt auch die Orte St. Joost, Neubachenbruch und Moorausmoor.

## Geografie
Der renaturierte Stinstedter See liegt südwestlich vom Ort.

## Geschichte
In Sankt Joost bestand eine dem heiligen Jodokus geweihte Wallfahrtskapelle, die 1367 erstmals erwähnt wird und die bis zur Reformation der Gegend viele Pilger anzog. Sie wurde 1541 abgebrochen.
Um 1780 erfolgte die erste Ansiedlung von 19 vorgesehenen Hofstellen im Moor westlich von Stinstedt.

### Eingemeindungen
Am 1. Juli 1972 wurden die Gemeinden Moorausmoor und Neubachenbruch eingegliedert.

### Einwohnerentwicklung
| Jahr      | 1961 | 1970 | 1987 | 1992 | 1997 | 2002 | 2007 | 2008 | 2009 | 2010 | 2011 | 2012 | 2013 | 2014 | 2015 | 2016 |
| --------- | ---- | ---- | ---- | ---- | ---- | ---- | ---- | ---- | ---- | ---- | ---- | ---- | ---- | ---- | ---- | ---- |
| Einwohner | 823  | 742  | 640  | 615  | 603  | 560  | 567  | 546  | 535  | 549  | 569  | 564  | 562  | 561  | 558  | 574  |

(1961 am 6. Juni, 1970 am 27. Mai, jeweils Volkszählungsergebnisse einschließlich Moorausmoor und Neubachenbruch; ab 1987 jeweils am 31. Dezember)
|  |

## Politik

### Gemeinderat
Der Rat der Gemeinde Stinstedt besteht aus neun Ratsfrauen und Ratsherren. Dies ist die festgelegte Anzahl für die Mitgliedsgemeinde einer Samtgemeinde mit einer Einwohnerzahl zwischen 501 und 1.000 Einwohnern. Die Ratsmitglieder werden durch eine Kommunalwahl für jeweils fünf Jahre gewählt. Die aktuelle Amtszeit begann am 1. November 2021 und endet am 31. Oktober 2026.
Die letzten Gemeinderatswahlen ergaben folgende Sitzverteilungen:
| Partei                            | 2021 | 2016 |
| --------------------------------- | ---- | ---- |
| Bürgerliste Stinstedt             | 8    | 7    |
| Wählergemeinschaft Neubachenbruch | 1    | 2    |

### Bürgermeister
Der Gemeinderat wählte das Gemeinderatsmitglied Klaus Steffens (Bürgerliste Stinstedt) zum ehrenamtlichen Bürgermeister für die aktuelle Wahlperiode.

### Wappen

#### Gemeindewappen
Der Entwurf des Kommunalwappens von Stinstedt stammt von dem Heraldiker und Wappenmaler Albert de Badrihaye, der zahlreiche Wappen im Landkreis Cuxhaven erschaffen hat.
| Wappen von Stinstedt | Blasonierung: „In Silber der heilige Joost oder Jodokus in grünem Pilgergewand mit einem roten Pilgerstab in der Rechten und einer goldenen Pilgrimsmuschel in der Linken; zu seinen Füßen links eine goldene Adelskrone.“ |
| Wappen von Stinstedt | Wappenbegründung: Im Ortsteil St. Joost lag eine bis zur Reformation vielbesuchte und später nach Stinstedt selbst verlegte Wallfahrtskapelle, die dem heiligen Joost geweiht war.                                         |

#### Wappen der Ortsteile

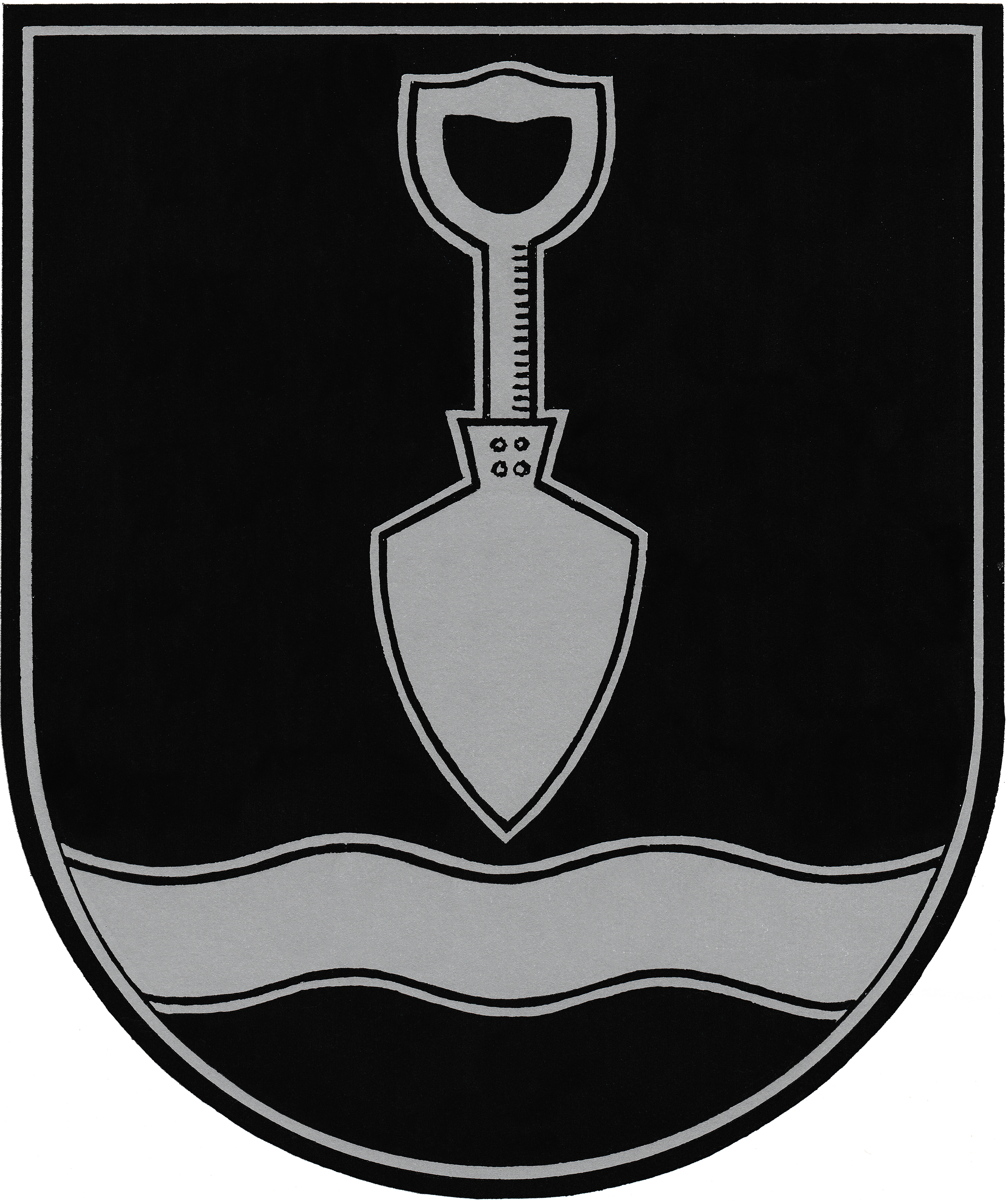
Moorausmoor (Details)
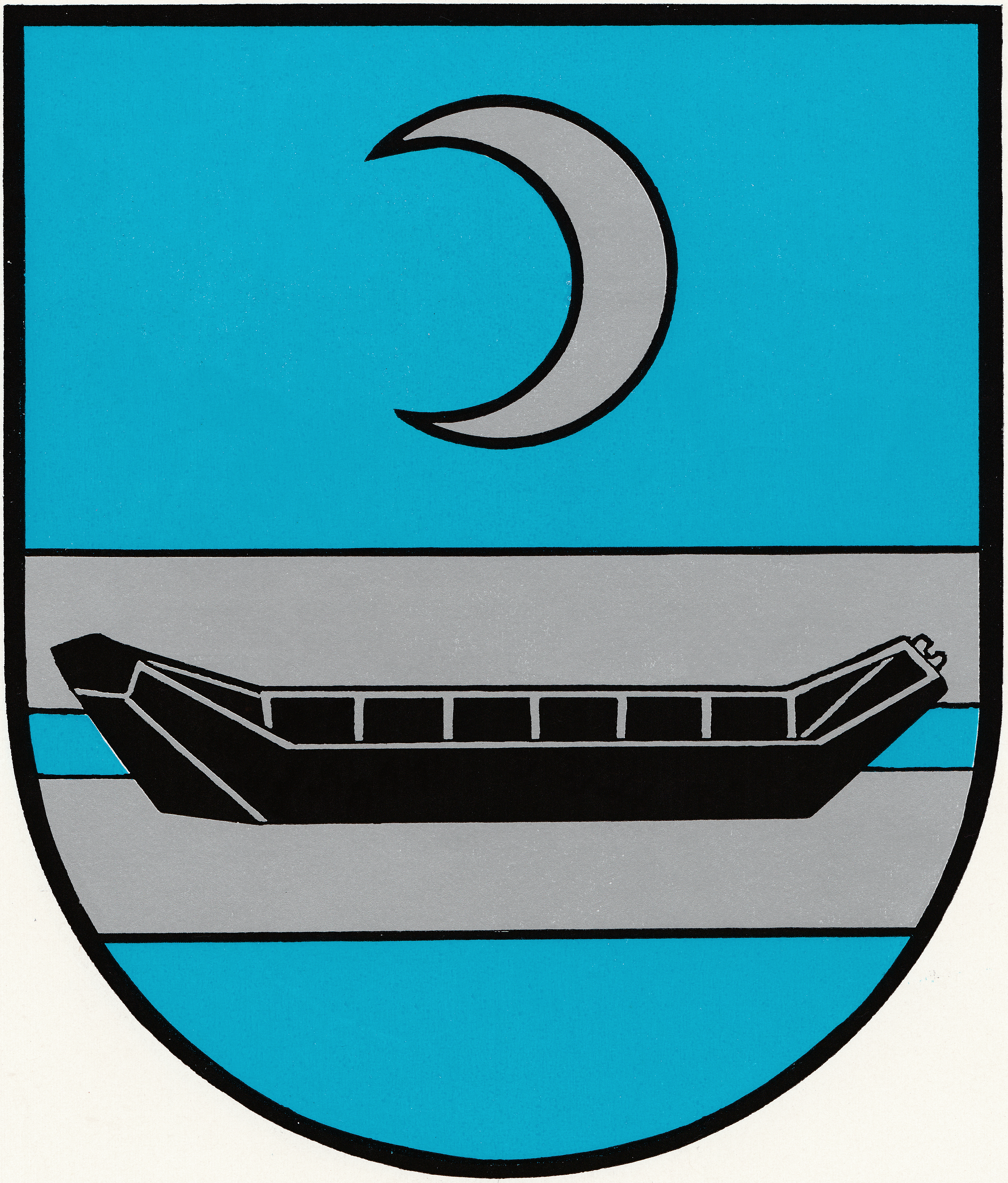
Neubachenbruch (Details)

## Kultur und Sehenswürdigkeiten

### Bauwerke
- Hofanlage Bachenbrucher Straße 16 von 1813 in Fachwerk
- Wohn- und Wirtschaftsgebäude Hörensdamm 2 von um 1870 in Fachwerk

### Regelmäßige Veranstaltungen
- Schützenfest am dritten Wochenende im Juni

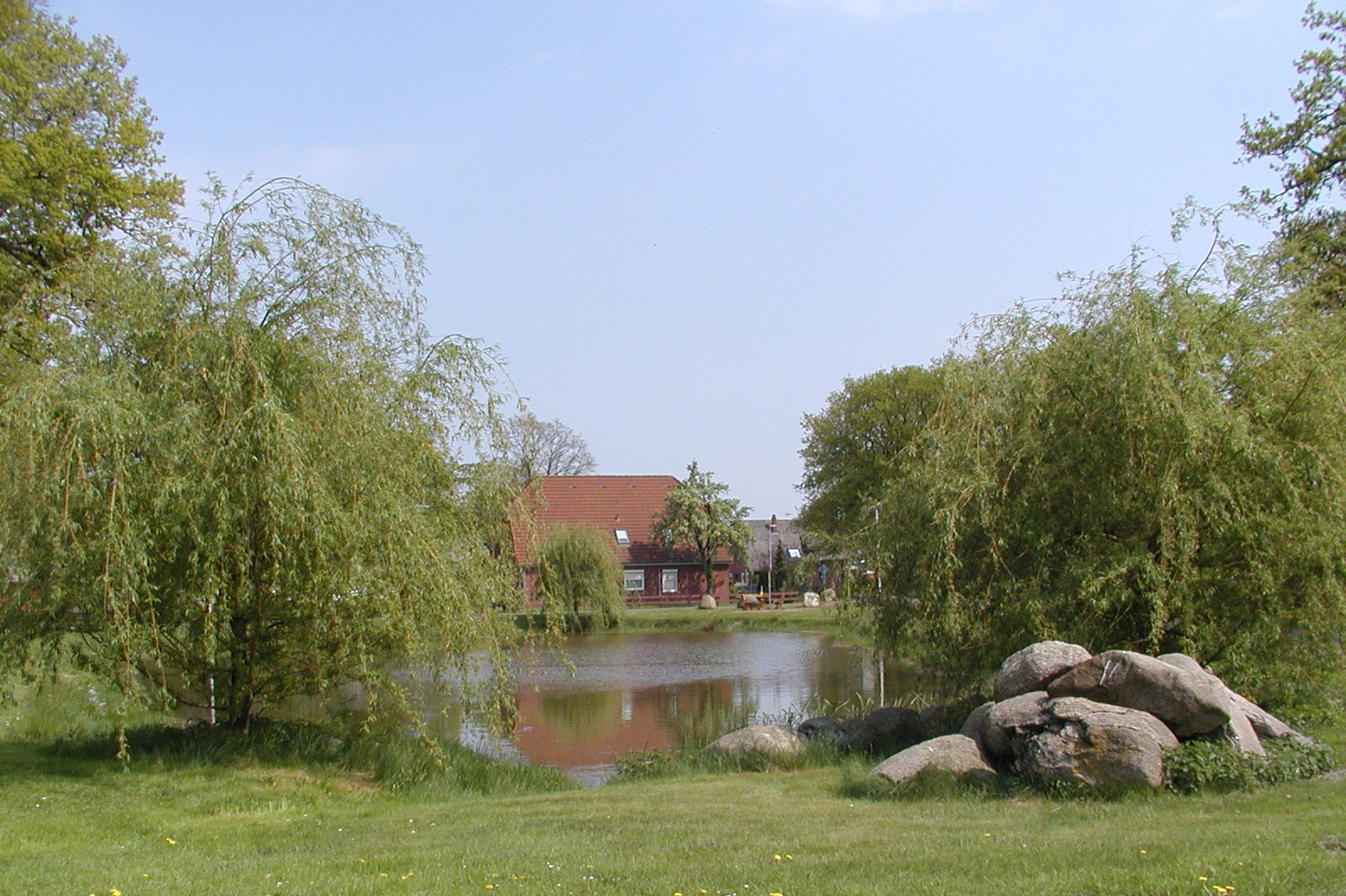
Der Löschwasserteich, früher Sandkuhle in Stinstedt
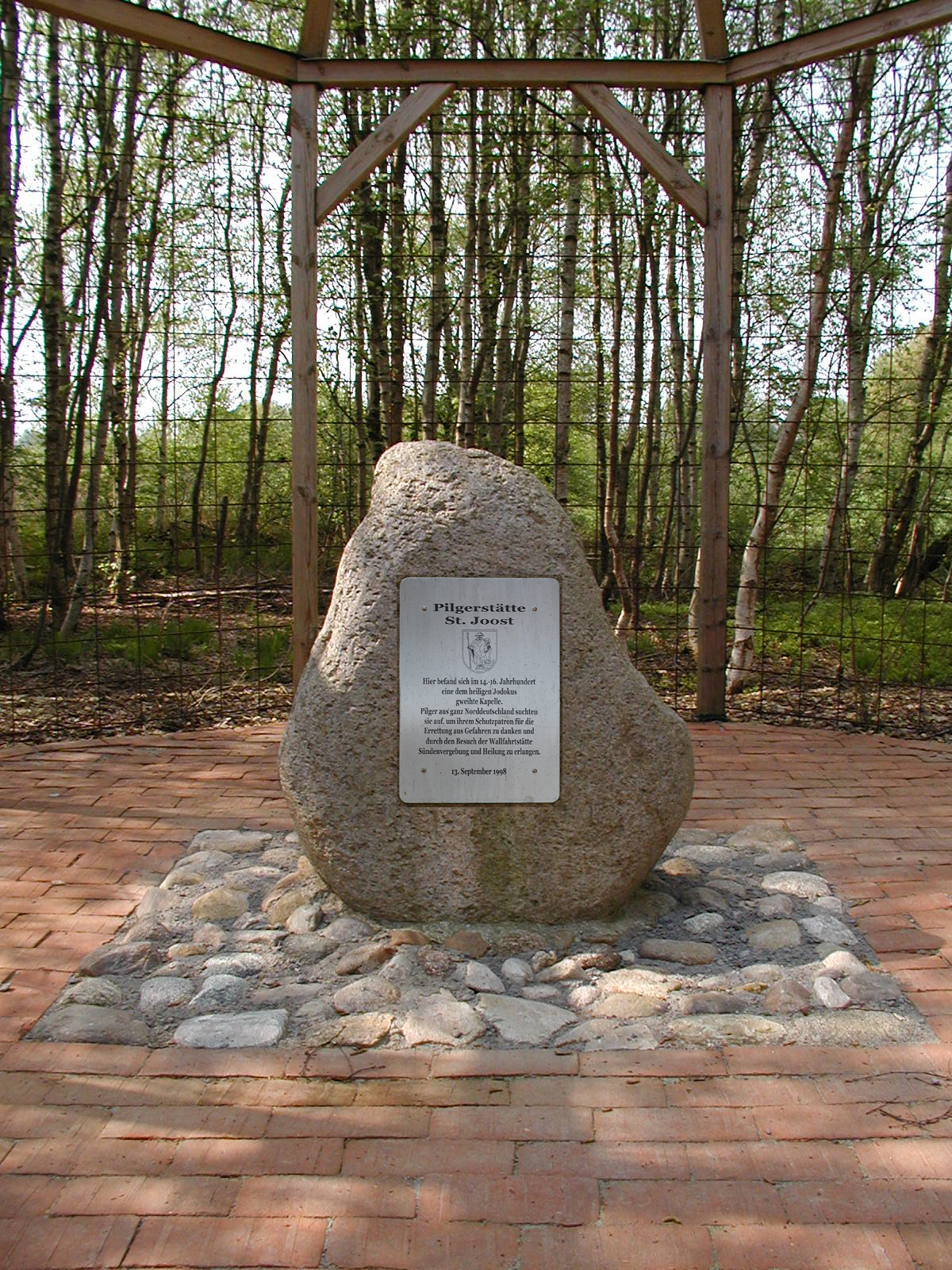
Das Denkmal der Wallfahrtskapelle St. Joost
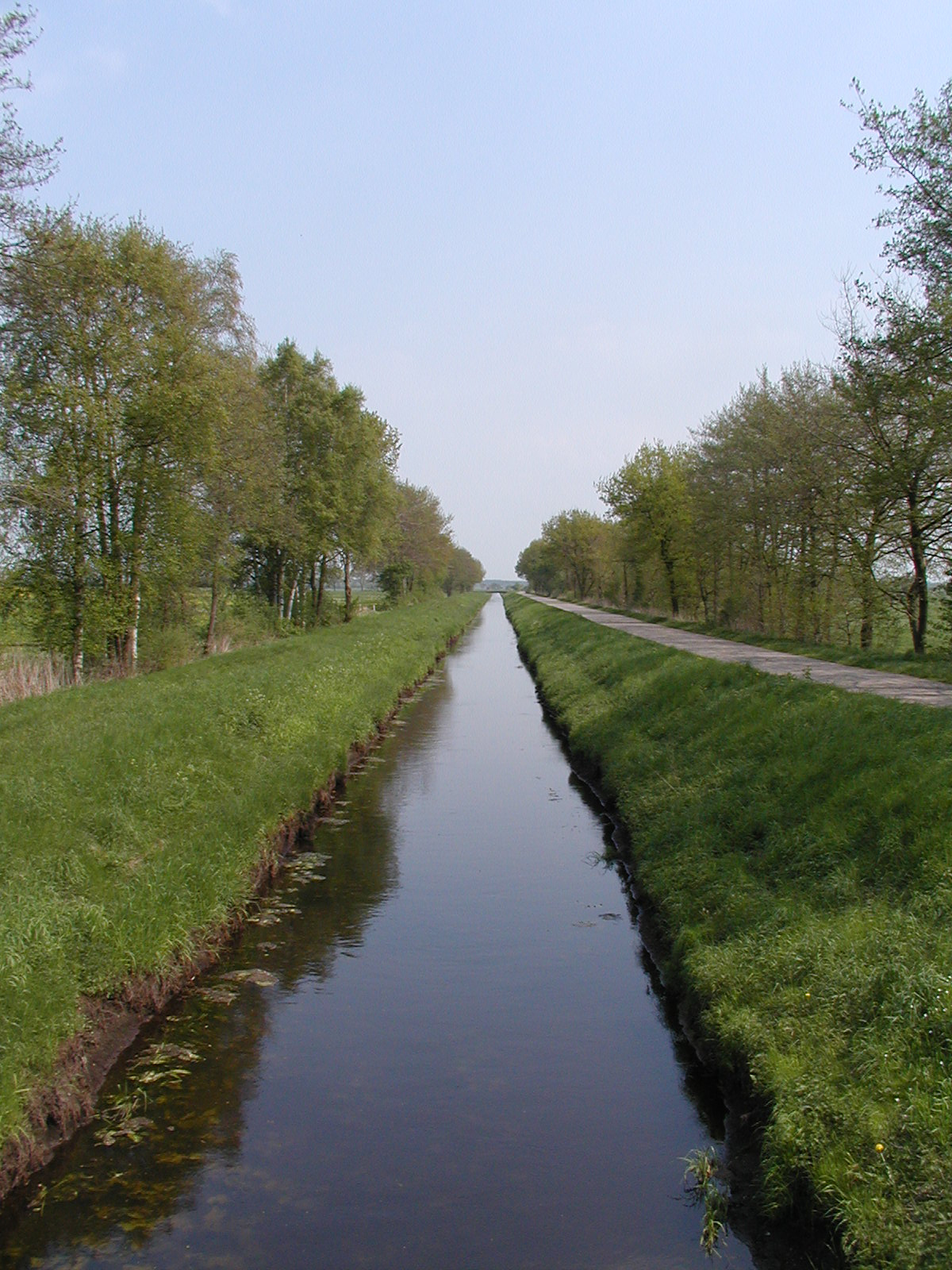
Der Randkanal in Stinstedt
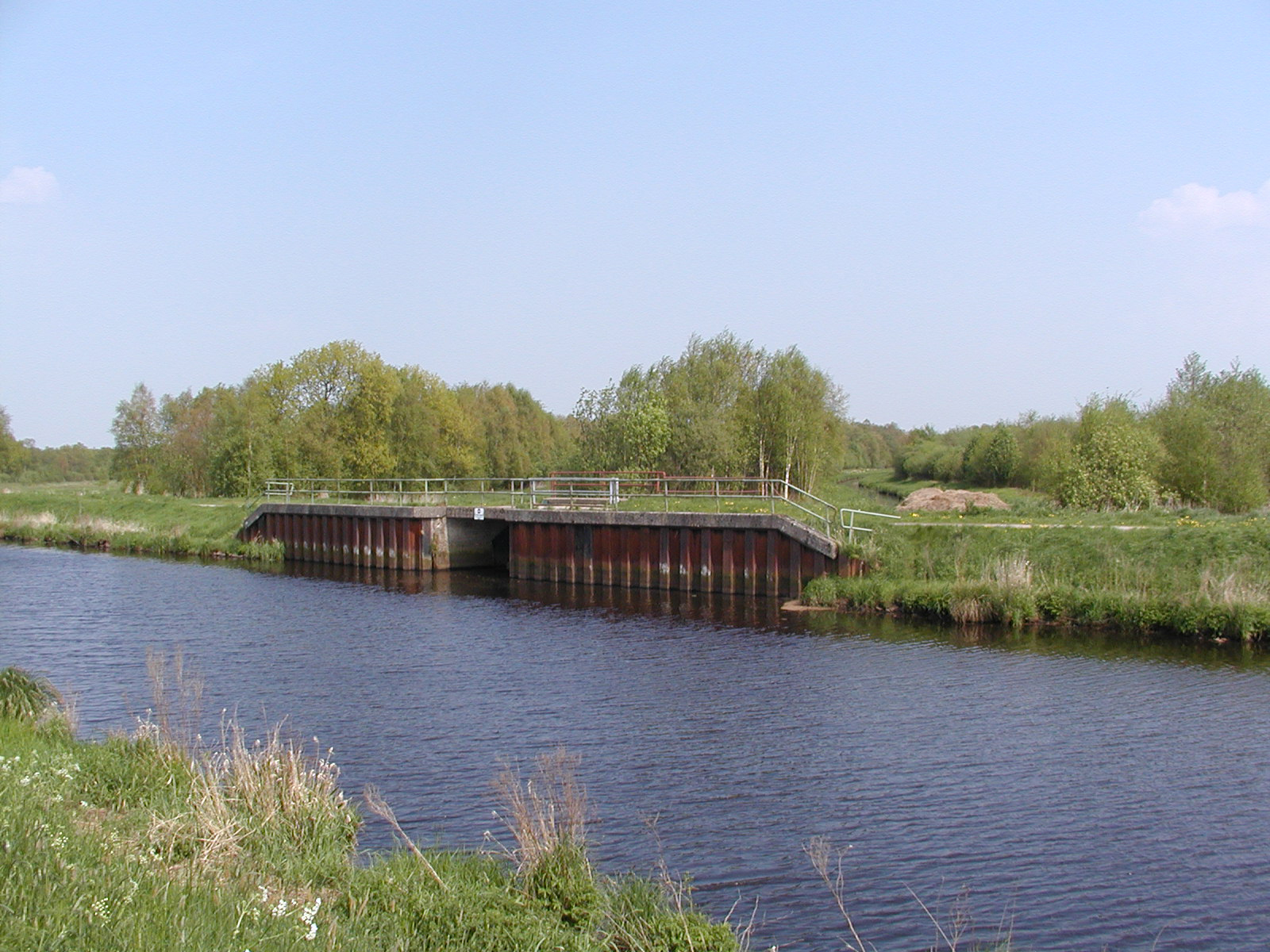
Das Sperrwerk am Ende des Randkanals in den Hadelner Kanal

## Persönlichkeiten
- Christiane Arp (* 1961), Journalistin

## Sagen und Legenden
- Hase webt[9]
- Die Kapelle von St. Joost[9]